# Epiphora nubilosa
Epiphora nubilosa är en fjärilsart som beskrevs av Testout. 1938. Epiphora nubilosa ingår i släktet Epiphora och familjen påfågelsspinnare. Inga underarter finns listade i Catalogue of Life.